# 葛飾区立東綾瀬小学校
葛飾区立東綾瀬小学校（かつしかくりつ ひがしあやせしょうがっこう）は、東京都葛飾区堀切6丁目にある公立小学校。

## 沿革
- 1958年（昭和33年）6月 - 葛飾区立南綾瀬小学校分校として開設[2]。
- 1959年（昭和34年）9月1日[1] - 葛飾区立東綾瀬小学校として独立開校[2][3]。
- 2008年（平成20年）度 - 校舎耐震補強工事実施[4]。
- 2009年（平成21年）度 - 西側校舎トイレ改修[4]。
- 2014年（平成26年）度 - 東側校舎トイレ改修[4]。
- 2023年（令和5年）5月22日 - 開校65周年記念児童集会開催。

## 通学区域
出典
- 東堀切2丁目（1番～20番）
- 堀切6丁目（11番～28番(26番を除く)）
- 堀切7丁目（全域）

## 進学先中学校
- 葛飾区立青葉中学校[6]

## 学校周辺
- 葛飾学園東綾瀬小学童保育クラブ - 同一建物内
- 葛飾堀切六丁目郵便局 - 葛飾区道をはさんで、敷地が隣接。
- 東京シティ信用金庫堀切支店 - 葛飾区道をはさんで、敷地が隣接。
- 九品寺
- 葛飾区立南綾瀬中央公園
- 警視庁亀有警察署堀切七丁目交番
- 葛飾区役所
  - 南綾瀬地区センター
  - 南綾瀬サービスセンター

## 交通アクセス
- JR東日本常磐線（緩行線）・東京メトロ千代田線綾瀬駅から、
  - 京成タウンバス「綾01」系統に乗車し、「東綾瀬小学校前」バス停下車後、徒歩1分。
    - なお、綾瀬駅からは、朝日自動車（足立区コミュニティバス「はるかぜ」）と東武バス（「綾」30番台系統）が『足立区の同名校』前を通るので、注意が必要。

  - 徒歩20分。
- 京成電鉄本線堀切菖蒲園駅から、徒歩15分。